# 북아일랜드 자유민주당
북아일랜드 자유민주당(영어: Northern Ireland Liberal Democrats)은 북아일랜드의 정당이다. 현재 북아일랜드의 군소 정당이다.

## 같이 보기
- 잉글랜드 자유민주당
- 스코틀랜드 자유민주당
- 웨일스 자유민주당